# Catharsius guineensis
Catharsius guineensis là một loài bọ cánh cứng trong họ Bọ hung (Scarabaeidae).